# Sainte-Marie-en-Chaux
 Sainte-Marie-en-Chaux  es una población y comuna francesa, situada en la región de Franco Condado, departamento de Alto Saona, en el distrito de Lure y cantón de Saint-Sauveur.

## Demografía
| 109 | 122 | 114 | 123 | 121 | 162 | 164 |
| Para los censos de 1962 a 1999 la población legal corresponde a la población sin duplicidades (Fuente: INSEE [Consultar]) |     |     |     |     |     |     |